# Ernesto Cordero Arroyo
Ernesto Cordero Arroyo né le 9 mai 1968 à Puebla, Mexique. Il est président du Sénat mexicain de 2017 à 2018.